# صخر نابط

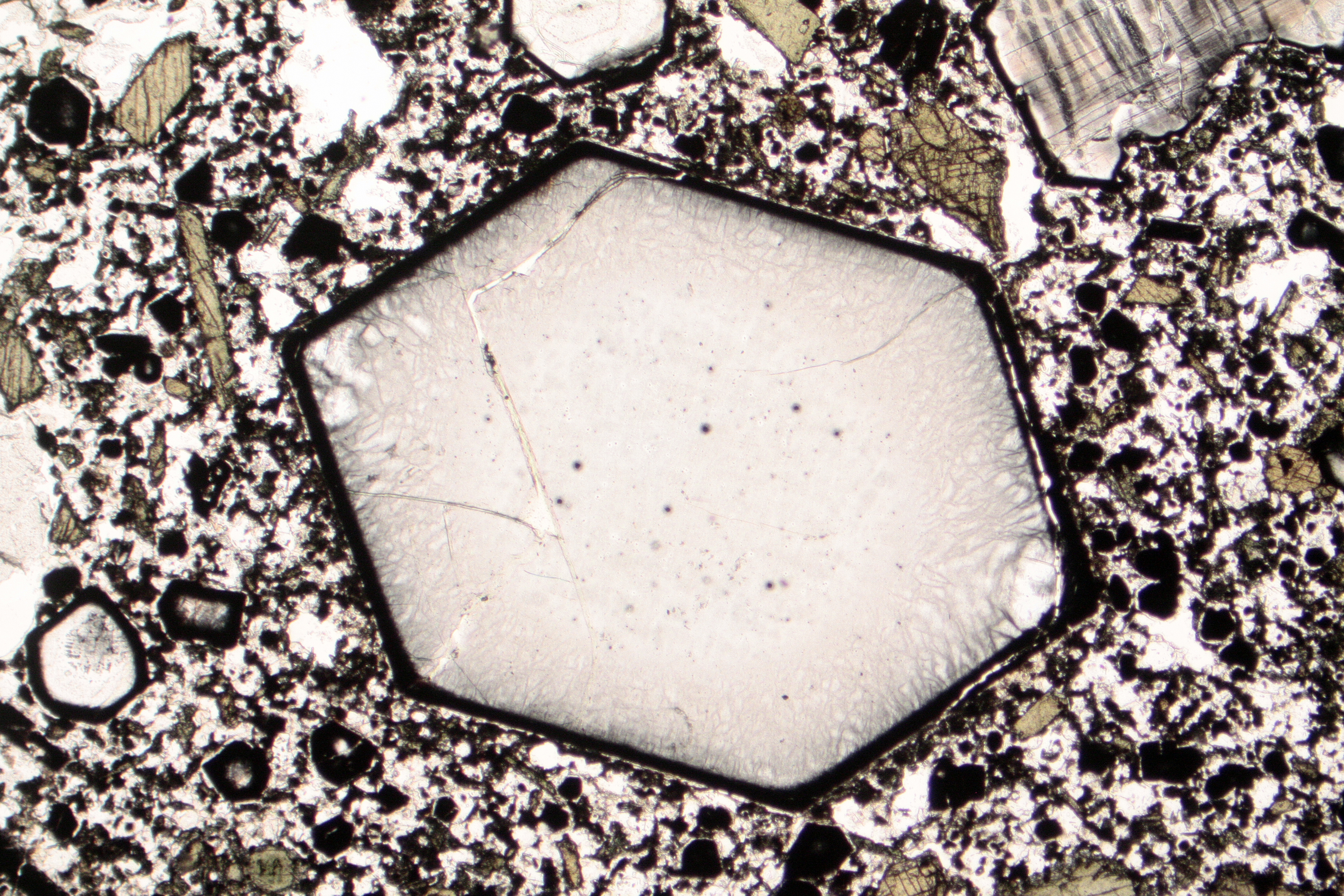
صخرة بركانية من إيطاليا ذات فينوكريست كبيرة نسبيًا سداسية الجوانب (قطرها حوالي 1 مم) محاطة ب فرشة دقيقة الحبيبات، كما يظهر في :شريحة رقيقة تحت :مجهر بتروغرافي

صخر نابط أو مُنبثق  في الجيولوجيا (بالإنجليزية : Extrusive rock ) هي صفة تطلق على الصخور النارية البركانية أثناء النشاط البركاني، حيث تتدفق الصهارة الساخنة من باطن الأرض إلى السطح (extrude) مكونة الحمم أو تنفجر عند مقابلتها للغلاف الجوي لتترسب بعد ذلك في هيئة صخر بركاني فتاتي أوطفة. وتختلف هذه الطريقة عن طريقة تكوين الصخر المتداخل حيث لا تخرج الصهارة وتصل سطح الأرض.
يتمثل التأثير الرئيسي للبثق في أن الصهارة يمكن أن تبرد بسرعة أكبر في الهواء الطلق أو تحت مياه البحر، ولا يكون هناك وقت كافي لنمو البلورات. وفي بعض الأحيان، يفشل الجزء المتبقي من الفرشة في التبلور على الإطلاق، وبدلاً من ذلك يصبح زجاجًا طبيعيًا أو سبجًا.
إذا احتوت الصهارة على مواد متطايرة وفيرة تُطلق غازًا حرًا، ثم قد يبرد مع وجود حويصلات كبيرة أو صغيرة (تجاويف على شكل فقاعة) كما هو الحال في الخفاف والسكوريا، أو البازلت الحويصلي. أمثلة أخرى من الصخور النبطة هي الريوليت والأنديزيت.

## انظر  أيضا
- انفجار بركاني
- انبثاق بركاني
- لوافظ آيسلندا
- بركان كليفلاند ألاسكا
- دقيق البلورات

## وصلات خارجية
- Igneous and volcanic textures - images
- Vesicular and Amygdaloidal Textures